# Dzavhan
A Dzavhan (mongol nyelven Завхан, Завхан гол) folyó Mongóliában, az ország nyugati részének leghosszabb folyója.

## Földrajz
Forráságai a Hangáj-hegység déli oldalán erednek. Hossza a Dzavhan tartományban eredő Bujant és a Bajanhongor tartományban eredő Sar-Usz folyók összefolyásától számítva 670 km, hosszabbik forráságával együtt számítva 808 km. Vízgyűjtő területe 71 210 km² (a Hovd vízgyűjtő területével együtt 150 000 km².
Kezdetben dél felé folyik, ezen a szakaszon sebes hegyi folyó. A hegyekből kijutva, a Góbi-Altaj tartomány határán északnyugatra fordul és a Nagy-tavak medencéjében folyik tovább. A Mongol-elsz hosszan elnyúló homoktengere mentén fut északnyugat felé, nagyrészt Dzavhan- és Góbi-Altaj tartományok határán. Alsó folyásán felveszi a Har-tóból (Хар нуур) kiinduló rövid Tel folyót, majd lejjebb ágakra bomlik és az Uvsz tartományban elterülő Ajrag-tóba (Айраг нуур) torkollik.